# Țareviciul Ivan Ivanovici

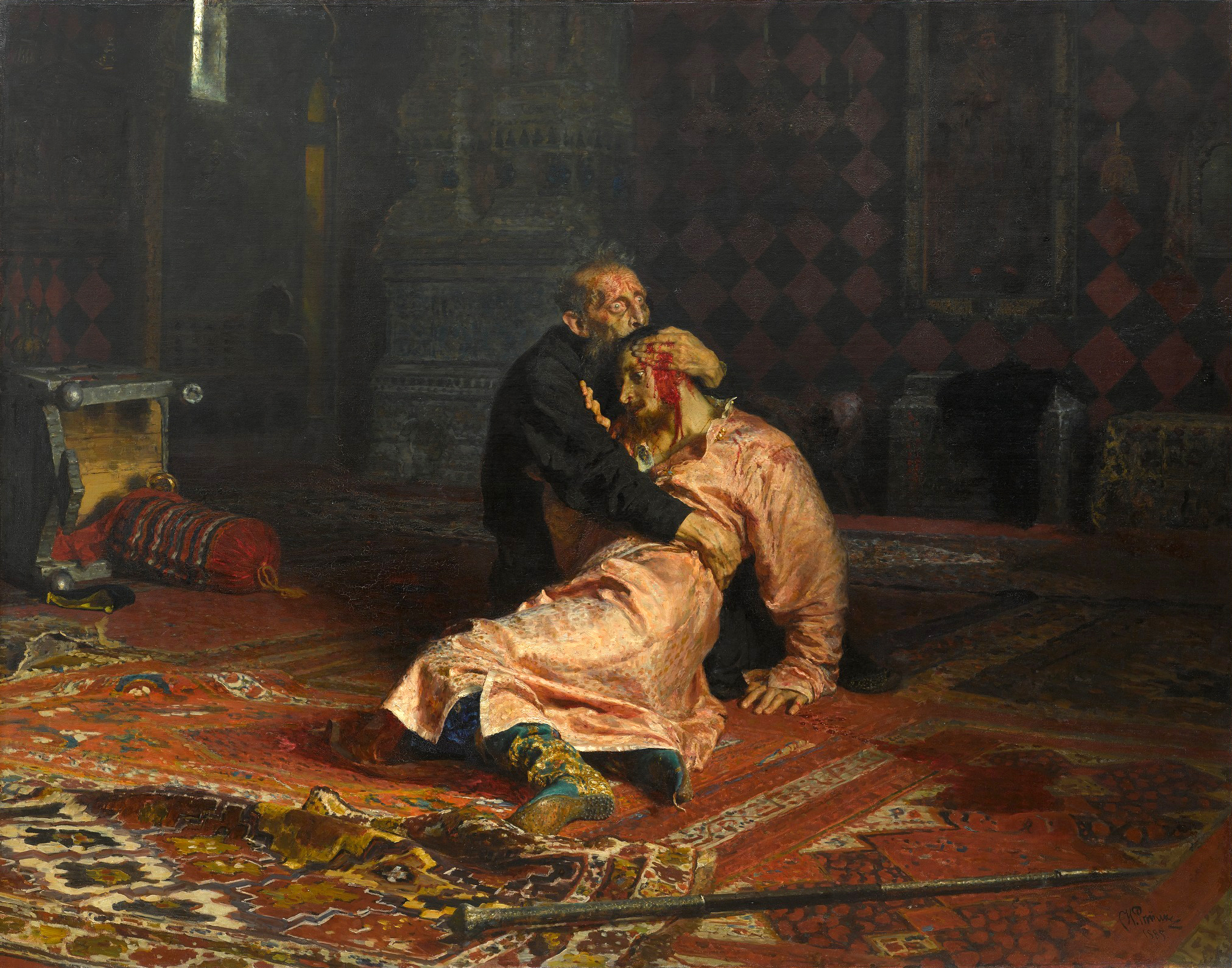
Ivan cel Groaznic și fiul său, pictură de Ilia Repin (Galeria Tretiakov, Moscova).

Ivan Ivanovici (Ива́н Иванович; n. 28 martie 1554, Moscova, Țaratul Rusiei – d. 14/24 noiembrie 1582, Kremlinul din Alexandrov⁠(d), Regiunea Vladimir, Rusia) din Casa Rurik, a fost un țarevici (moștenitor) al Rusiei. Era fiul lui Ivan cel Groaznic, care l-a ucis într-un acces de furie.
Ivan a fost al doilea fiu al lui Ivan cel Groaznic de către prima sa soție, Anastasia Romanovna. Fratele lui era Feodor. Tânărul Ivan și-a însoțit tatăl în timpul Masacrului de la Novgorod la vârsta de 15 ani. Timp de cinci săptămâni, el și tatăl său s-au uitat cu entuziasm pe Oprichniki și s-au retras la biserică pentru rugăciune. La vârsta de 27 de ani, Ivan era cel puțin la fel de citit ca tatăl său și, în timpul liber, a scris o biografie despre Antony de Siya. Ivan este reputat că și-a salvat odată tatăl de la o tentativă de asasinat. Un prizonier livonian pe nume Bykovski a ridicat o sabie împotriva țarului, doar pentru a fi înjunghiat rapid de țarevici.
În 1566, s-a sugerat ca Ivan, în vârstă de 12 ani, să se căsătorească cu Virginia Eriksdotter, fiica regelui Eric al XIV-lea al Suediei, dar acest lucru nu s-a întâmplat. La vârsta de șaptesprezece ani, Ivan a fost logodit cu Eudoxia Saburova, care fusese propusă anterior ca mireasă pentru țarul Ivan. Într-adevăr, ea fusese una dintre cele douăsprezece femei defilate în fața țarului într-un spectacol de mireasă pentru ca el să facă o alegere. Țarul o respinsese pe Eudoxia ca o mireasă pentru el, dar ea a fost căsătorită mai târziu cu fiul țarului. Țarul dorea ca nora lui să facă un moștenitor foarte repede, iar acest lucru nu s-a întâmplat, așa că țarul a alungat-o într-o mănăstire și i-a luat fiului său o altă mireasă. Această a doua soție a fost Feodosiya Solovaya, care a avut repede aceeași soartă ca și predecesoarea ei și a fost de asemenea dusă într-o mănăstire. Țarul i-a luat apoi fiului său o a treia soție, Elena Șeremeteva, care a fost găsită însărcinată în octombrie 1581. Acel copil a fost probabil avortat în perioada în care Ivan a murit de mâna tatălui său în noiembrie 1581.
Relația lui Ivan Ivanovici cu tatăl său a început să se deterioreze în ultimele etape ale războiului din Livonian. Supărat pe tatăl său pentru eșecurile sale militare, Ivan a cerut să i se dea comanda unor trupe pentru a elibera Pskovul asediat. 
Relația lor s-a deteriorat și mai mult când, la 15 noiembrie 1581, țarul, după ce și-a văzut nora însărcinată purtând haine neconvențional de ușoare, a agresat-o fizic. Auzindu-i țipetele, țareviciul s-a repezit în apărarea soției sale, strigând furios: „Mi-ai trimis prima soție la o mănăstire fără motiv, ai făcut același lucru cu a doua mea, iar acum ai lovit-o pe a treia, provocând moartea fiului ei. ține în pântecele ei”. Ulterior, Yelena a suferit un avort spontan. Țareviciul s-a confruntat cu tatăl său în această chestiune, doar pentru ca subiectul să fie schimbat în insubordonarea lui cu privire la Pskov. Bătrânul Ivan și-a acuzat fiul că a incitat la revoltă, ceea ce tânărul Ivan a negat, dar a rămas cu vehemență în opinia că Pskov ar trebui eliberat. Furios, tatăl lui Ivan l-a lovit în cap cu sceptrul. Boris Godunov, care a fost prezent la fața locului, a încercat să intervină, dar a primit el însuși lovituri. Ivan mai tânăr a căzut, abia conștient și cu o rană sângerândă la tâmplă. Bătrânul Ivan s-a aruncat imediat asupra fiului său, sărutându-l pe față și încercând să oprească sângerarea, în timp ce striga în mod repetat: "Fie ca să fiu al naibii! Mi-am ucis fiul! Mi-am ucis fiul!" Tânărul Ivan și-a recăpătat pentru scurt timp cunoștințele și a fost reputat că a spus „Eu mor ca un fiu devotat și cel mai umil servitor”. În următoarele câteva zile, bătrânul Ivan s-a rugat neîncetat pentru un miracol, dar fără rezultat, iar țareviciul a murit la 19 noiembrie 1581.
Moartea lui Ivan a avut consecințe grave pentru Rusia, deoarece nu a lăsat niciun moștenitor competent la tron. După moartea țarului în 1584, fiul său nepregătit Feodor I l-a succedat cu Godunov ca conducător de facto. După moartea lui Feodor, Rusia a intrat într-o perioadă de incertitudine politică cunoscută sub numele de Timpurile tulburi.